# Pitao Cozobi
Pitao Cozobi era la divinità zapoteca del mais.